# Gather Up the Chaps
Gather Up the Chaps is het tweede studioalbum van de Amerikaanse punkband The Falcon. Het album werd uitgegeven op 18 maart 2016 door Red Scare Industries, bijna tien jaar na de uitgave van het debuutalbum Unicornography uit 2006.

## Nummers
1. "The Trash" - 2:12
2. "War of Colossus" - 1:42
3. "Sergio's Here" - 2:09
4. "The Skeleton Dance" - 2:42
5. "Hasselhoff Cheeseburger" - 2:05
6. "Dead Rose" - 2:25
7. "The Fighter, The Rube, The Asshole" - 1:56
8. "If Dave Did It" - 1:50
9. "Sailor's Grave" - 2:33
10. "Glue Factory" - 1:53
11. "You Dumb Dildos" - 2:37
12. "Black Teeth" - 1:54

## Band
- Brendan Kelly - zang, gitaar
- Neil Hennessy - drums
- Dan Andriano - basgitaar
- Dave Hause - gitaar